# صاعقه (پهپاد)
صاعقه پهپاد رزمی-شناسایی-تاکتیکی ساخت جمهوری اسلامی ایران است. این پهپاد بردبلند با استفاده از فناوری پهپاد آمریکایی مدل آرکیو-۱۷۰ ساخت شرکت لاکهید مارتین، به روش مهندسی معکوس، توسط صنایع هواپیمایی شاهد، ساخته شده است. مدل صاعقه در مهرماه ۱۳۹۵ رونمایی شد و قابلیت حمل ۴ بمب هدایت‌شونده (هوشمند و نقطه‌زن) را دارا است.

## پیشینه
در سال ۱۳۹۰ یک فروند پهپاد آمریکایی مدل آرکیو-۱۷۰ سنتینل (به انگلیسی: RQ-170 Sentinel) پس از آنکه از خاک افغانستان وارد حریم هوایی ایران شده بود، به دستور پدافند یکپارچه کشور قرارگاه پدافند هوایی خاتم الانبیا ارتش توسط سپاه پاسداران به زمین نشانده شد، سپس با استفاده از روش مهندسی معکوس، دو مدل از این پهپاد، به نام‌های؛ سیمرغ و صاعقه ، تولید گردید.

## مشخصات
پهپاد صاعقه از کلاس سیمرغ و مجهز به توربوفن پیستونی است و از نظر ابعاد، اندکی از مدل اصلی خود کوچکتر می‌باشد و یکی از دو نوع پهپادی به‌شمار می‌آید که با کپی‌برداری از آرکیو-۱۷۰، توسط صنایع دفاعی ایران ساخته شده است.

## عملیات‌ها
طبق اعلام دولت اسرائیل، در حادثه فوریه ۲۰۱۸ اسرائیل-سوریه، یک فروند پهپاد مدل صاعقه، متعلق به سپاه پاسداران را، در نزدیکی بیت الشان سرنگون کرده‌است. به گفته مقامات اسرائیلی، این پهپاد از پایگاهی در خاک سوریه بلند شده و پس از ورود به حریم هوایی اسرائیل، مورد هدف قرار گرفته است.